# Pomona College
Das Pomona College in Claremont (Kalifornien) ist eine private, konfessionsungebundene, koedukationale Hochschule für Geisteswissenschaften. Gegründet wurde das College 1887. Es gehört zu den Gründungsinstituten des Claremont-Colleges-Konsortiums. Das Pomona College ist eine hochselektive Hochschulinstitution, wo das Studium in der Regel vier Jahre dauert. Im Herbst 2017 haben sich dort 1.700 Studenten eingeschrieben, die aus 63 Ländern und 49 Bundesstaaten stammen. Die Hochschule bietet gegenwärtig 48 Studiengänge und über 600 Kurse an. Zusätzlich haben die Studenten die Wahl unter beinahe 2.100 zusätzlichen Kursen an den anderen Claremont Colleges.
Die Hochschule liegt in einer von Bäumen gesäumten Wohngemeinde in der Nähe der Ausläufer der San Gabriel Mountains. Der Campus grenzt unmittelbar an die Ortschaft, die sich im Laufe der Zeit um das College herum entwickelte, und bietet den Studenten dadurch den Zugang zu Restaurants und Kaufhäusern. Die Hochschule befindet sich innerhalb der Metropolregion Greater Los Angeles Area. Die Studenten werden vom Pomona College ermutigt, die kulturellen und akademischen Angebote der Region zu nutzen, indem es Exkursionen und Praktika außerhalb des Campus finanziert.

## Geschichte
Das Pomona College wurde am 14. Oktober 1887 als koedukationale Hochschuleinrichtung gegründet. Das Ziel war es damals, ein College in gleicher Form zu schaffen, wie die kleinen Hochschulen in Neuengland. Das College wurde ursprünglich in Pomona (Kalifornien) gegründet. Am 12. September 1888 begann man dort mit dem Unterricht in einem Mietshaus. Im nächsten Jahr, 1889, wurde der Standort des Colleges nach Claremont verlegt, an die Stelle eines unfertigen Hotels. Der Name Pomona College blieb trotz der Verlegung des Standortes weiterhin bestehen. Die erste Abschlussklasse im Jahr 1894 bestand aus zehn Personen.

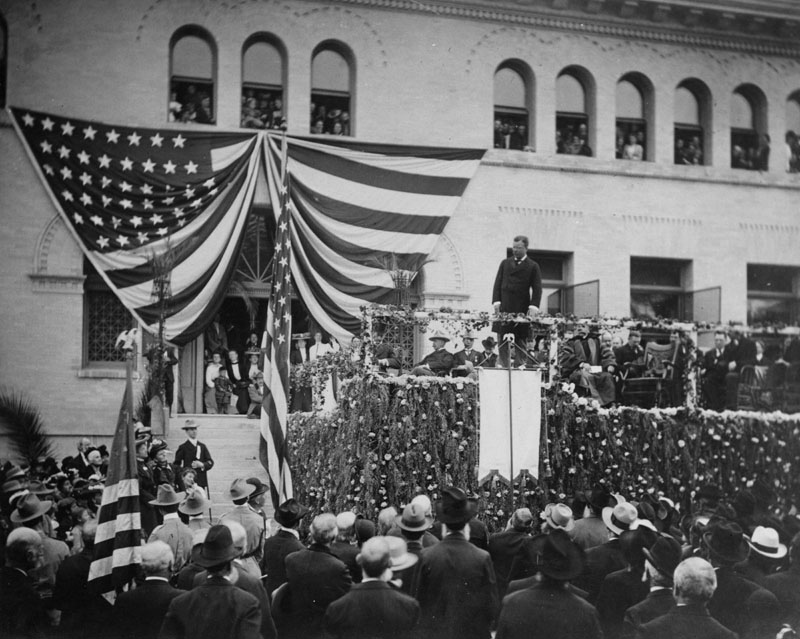
Präsident Theodore Roosevelt bei einer Ansprache am Pomona College (1903)

Die Wertvorstellungen der Gründer spiegeln sich in der Gewährung der gleichen Bildungschancen für jeden Studenten. Wie andere kongregationalistisch gegründeten Colleges, einschließlich Harvard, Dartmouth, Middlebury und Bowdoin, erhielt auch das Pomona College seinen eigenen Verwaltungsrat und stellte so seine Unabhängigkeit sicher. Der Stiftungsrat war ursprünglich durch Absolventen von Williams, Dartmouth, Bates, Yale und anderen besetzt, um bei der Schaffung „eines Colleges nach Neuengland-Typ“ zu helfen.
In den frühen 1920er Jahren führte das stetige Wachstum des Colleges seinen Präsidenten James A. Blaisdell dazu, sich für das Modell einer Hochschuleinrichtung starkzumachen, die in kleine Colleges unterteilt ist – etwa vom Typ der University of Oxford, wo eine Bibliothek und andere Einrichtungen gemeinsam genutzt werden. Als Folge davon könnte das Pomona College seinen kleinen geisteswissenschaftlich fokussierten Lehrbetrieb beibehalten und gleichzeitig die Ressourcen einer großen Universität nutzen. Am 14. Oktober 1925, dem 38. Jubiläum des Pomona Colleges, wurden die Claremont Colleges gegründet. Seit 1997 besteht das Konsortium aus fünf Hochschulen für das Erststudium und zwei Hochschulen für das Zweitstudium. Am 8. Dezember 2016 gab das Pomona College bekannt, dass die Dekanin vom New York University College of Arts & Science G. Gabrielle Starr zur Nachfolgerin des Präsidenten des Pomona Colleges, David W. Oxtoby, ernannt wurde. Sie trat ihren neuen Posten am 1. Juli 2017 an.

## Campus
Der Campus des Pomona Colleges in Claremont umfasst eine Fläche von 140 Acres (57 ha). Es stehen 63 Gebäude darauf, einschließlich 14 Wohnheime. Das erste Gebäude auf dem Campus war eine Schenkung eines unfertigen Hotels, das später zur Sumner Hall wurde. Als James A. Blaisdell im Jahr 1909 seinen Posten als Präsident antrat, begann er, den Campus schnell zu erweitern. Zu diesem Zeitpunkt standen auf dem Campus 7 Gebäude. In der Folgezeit erwarb Blaisdell das freie Land um das College herum, als dieses noch verfügbar war. Dadurch sicherte er die Zukunft des Colleges und ermöglichte dessen Expansion in den kommenden Jahren. Der Campus hat folgende Grenzen: die First Street im Süden, die Mills und Amherst Avenues im Osten, die Eighth Street im Norden und die Harvard Avenue im Westen. Die Claremont Graduate University, das Scripps College und das Claremont McKenna College (CMC) grenzen an einander und liegen nördlich vom Pomona College. Das Pomona College ist in einen Nord- und Süd-Campus unterteilt. Die Grenze dazwischen bildet die Sixth Street mit ein paar Ausnahmen. Viele der ersten Gebäude waren entweder im spanischen Renaissancestil oder im Mission-Revival-Architekturstil gehalten, in der Regel nur ein oder zwei Geschosse in der Höhe. Die Bridges Hall of Music, die von dem Architekten Myron Hunt aus Pasadena entworfen wurde, ist ein Beispiel für die Kombinierung dieser Stile. Spätere Gebäude wurden von diesen Stilen inspiriert, in der Regel drei oder weniger Geschosse und Stuckmauern.

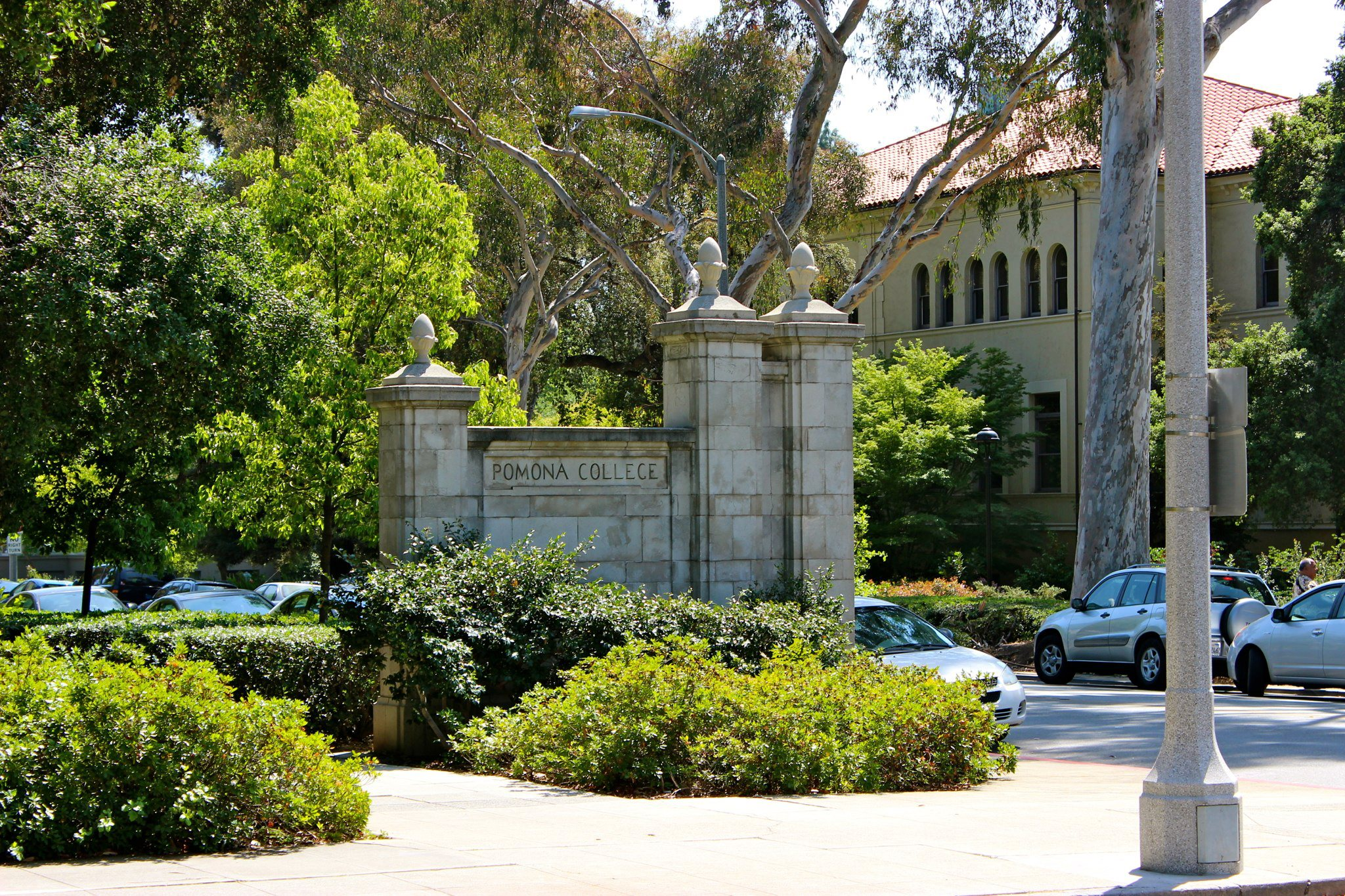
Pforten des Pomona Colleges

Auf dem Süd-Campus stehen größtenteils Gebäude für die Studenten aus dem ersten und zweiten Studienjahr sowie akademische Gebäude für Sozialwissenschaften und Humanities. Unter den beachtlichen Schlafsälen sind das Harwood Court, ursprünglich ein Frauenwohnheim, das im Jahr 1921 gebaut wurde, und das Oldenborg Center, ein Wohnheim für ausländische Studenten, das einen eigenen Speisesaal enthält. Weitere Gebäude sind: die Sumner Hall, die heute die Zulassungsstelle, die Finanzstelle und weiteren Wohnraum beheimatet; das Bridges Auditorium (Big Bridges), das für Konzerte und Vorträge genutzt wird und Platz für 2.500 Personen bietet; die Bridges Hall of Music (Little Bridges), eine Konzerthalle, die 1915 erbaut wurde und Platz für 600 Personen bietet; das Carnegie Building, wo die Politik- und Wirtschaftsfachbereiche untergebracht sind; es wurde ursprünglich im Jahr 1929 als Bibliothek für das College gebaut. Das Marston Quadrangle befindet sich zwischen dem Carnegie Building und dem Bridges Auditorium. Es ist eines von zwei Quadrangles auf dem Campus. Die Pomona College Organic Farm (kurz The Farm) liegt verdeckt vom The Wash an der südöstlichen Ecke des Campus. Die Studio Arts Hall, die 2015 gebaut wurde und eine Leed Gold Certification erhielt und einen nationalen Preis für ihr Stahlskelettbaudesign gewann, befindet sich hinter dem Oldenborg Center,.
Der Nord-Campus besteht auch aus einem Mix aus Wohn- und akademischen Gebäuden. In den meisten akademischen Gebäuden ist der wissenschaftliche Fachbereich untergebracht. Zu den bedeutenden Gebäuden gehört das Richard C. Seaver Biology Building (Seaver West), das im Jahr 2005 fertiggestellt wurde; die Lincoln und Edmunds Buildings, die im Jahr 2007 fertiggestellt wurden; die Sontag- und Dialynas-Wohnheime, die im Jahr 2011 fertiggestellt wurden, und das Millikan Laboratory for Math, Physics, and Astronomy, das im Jahr 2015 fertiggestellt wurde. Der Nord-Campus beheimatet auch das Center for Creativity and Collaboration, das 2015 gegründet wurde und landläufig als „The Hive“ bezeichnet wird.
Die Lincoln und Edmunds Buildings waren die ersten Gebäude in Claremont, die einen Gold Certification Award vom U.S. Green Building Council’s Leadership in Energy and Environmental Design (LEED) Program erhielten. Die beiden neuen akademischen Gebäude beherbergen auch die erste öffentlich zugängliche Raum-Licht-Installation von dem renommierten Künstler und ehemaligen Studenten James Turrell. Die Dialynas- und Sontag-Wohnheime wurden nach den LEED-Platin-Standards gebaut. Zum Zeitpunkt ihrer Fertigstellung waren es die einzigen großräumigen Wohnheime in den gesamten Vereinigten Staaten, die dies erfüllten. Die Millikan Hall ist das erste LEED-Platin-zertifizierte Wissenschaftsgebäude auf dem Campus.
Die Wohnheime auf dem Nord-Campus beherbergen größtenteils die Studenten aus dem dritten und vierten Studienjahr. Die Smiley Hall wurde im Jahr 1908 errichtet. Die Frary Dining Hall, einer von zwei Speisesälen auf dem Campus, beherbergt zwei Wandmalereien: den „Prometheus“, das erste Werk von dem mexikanischen Maler José Clemente Orozco in den Vereinigten Staaten, und das „Genesis“ von dem italienisch-amerikanischen Maler und Bildhauer Rico Lebrun.

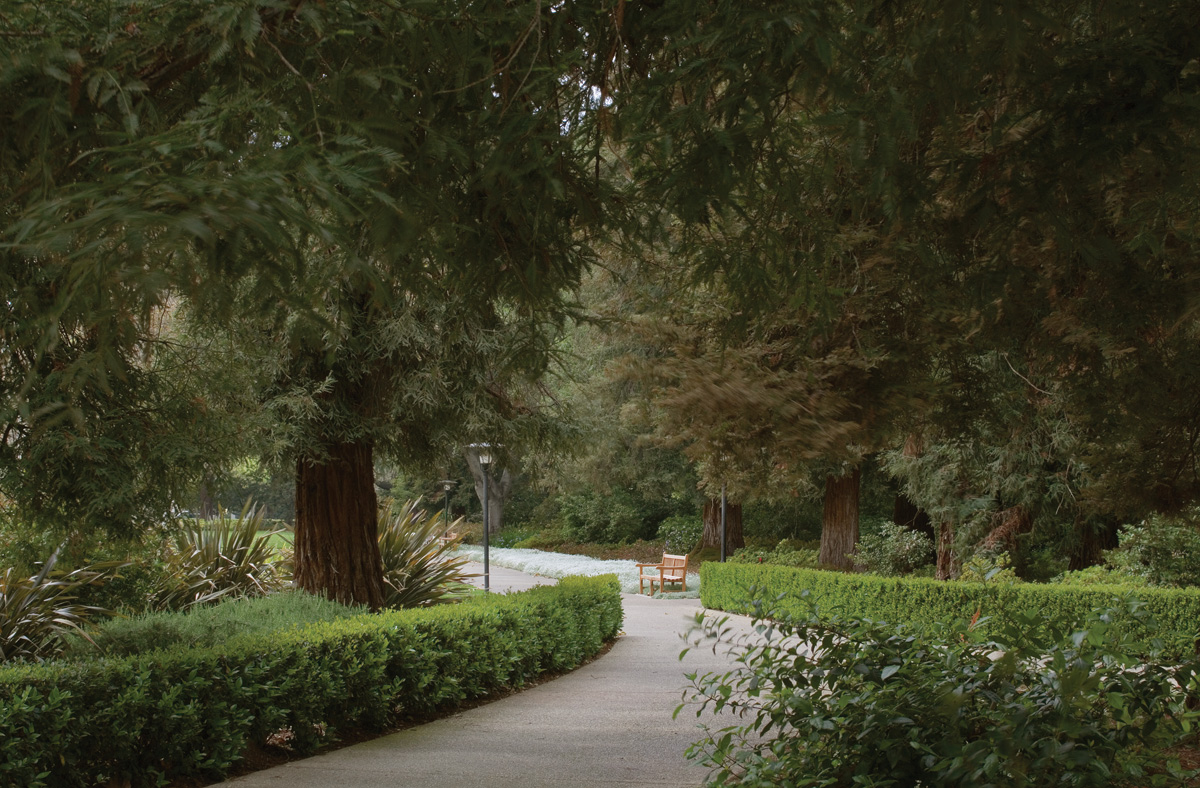
Marston Quadrangle (2014)

Entlang der Südseite der Sixth Street liegen die folgenden zentralen Gebäude des Campus: das Smith Campus Center, das viele Studentenwerke beheimatet, einschließlich einer Poststelle, eines Aufenthaltsraumes, den Coop Store und zwei Restaurants, sowie die Alexander Hall, die die Verwaltungsbüros beheimatet. Die Sporteinrichtungen befinden sich südlich der Sixth Street und östlich von der Smiley Hall. In diesem Zusammenhang ist das Rains Center die wichtigste Sporteinrichtung mit einem Fitnesscenter, einer Sporthalle und Umkleideräumen. Angrenzend zum Rains Center liegen das Merritt Football Field, das Alumni Baseball Field und der Haldeman Pool. Ein neues Parkhaus auf der First Street fungiert sowohl als Parkplatz für 600 Fahrzeuge als auch als ein Fußball- und Lacrossefeld. Zu den weiteren Einrichtungen des Pomona Colleges gehören die Studentengruppe und Lounge in der Walker Hall, besser bekannt als Women’s Union; der College-Radiosender KSPC 88,7fm, der vom Keller des Thatcher Music Buildings betrieben wird; das Sontag Greek Theatre, ein Amphitheater im Freien; The Farm, ein Experiment in der nachhaltigen Landwirtschaft, und der Seaver Theatre Complex, der im Jahr 1990 mit einem Auditorium für 335 Personen, einem Experimentaltheater für 100 Personen und mehreren anderen Studios und Proberäumen erbaut wurde. Weitere bedeutende Ressourcen bilden die Robert J. Bernard Field Station (BFS) nördlich des Foothill Boulevards und die Trail Ends Ranch, 3,9 Meilen (6,3 km) vom Campus entfernt und im Besitz des Pomona Colleges.
Entlang der Nordseite des Campus stehen mehrere gemeinsam genutzte Gebäude, die von der Claremont Graduate University unterhalten werden, die auch Teil des Claremont-College-Konsortiums sind. Zu den Gebäuden gehört das Tranquada Student Center, das die Gesundheitsvorsorge und psychologischen Dienstleistungen beheimatet; die Campus Safety und den Huntley Bookstore. Die Honnold-Mudd Library, die gemeinsame Bibliothek des Claremont-College-Konsortiums, hält 2 Millionen Bände, 60.000 Zeitschriften, 30.000 Mikrofilmrollen und über 1 Million Mikroplanfilme (Mikrofiche) und Filmkarten.
Die Südseite des Campus grenzt direkt an Claremont Village und liegt 2 Querstraßen nördlich von der Claremont Metrolink Station. Der Campus befindet sich weniger als fünf Meilen (8,0 km) südlich von den San Gabriel Mountains, auf den Schwemmkegeln, die vom nahegelegenen San Antonio Canyon kamen.

## Wissenschaft

### Curriculum

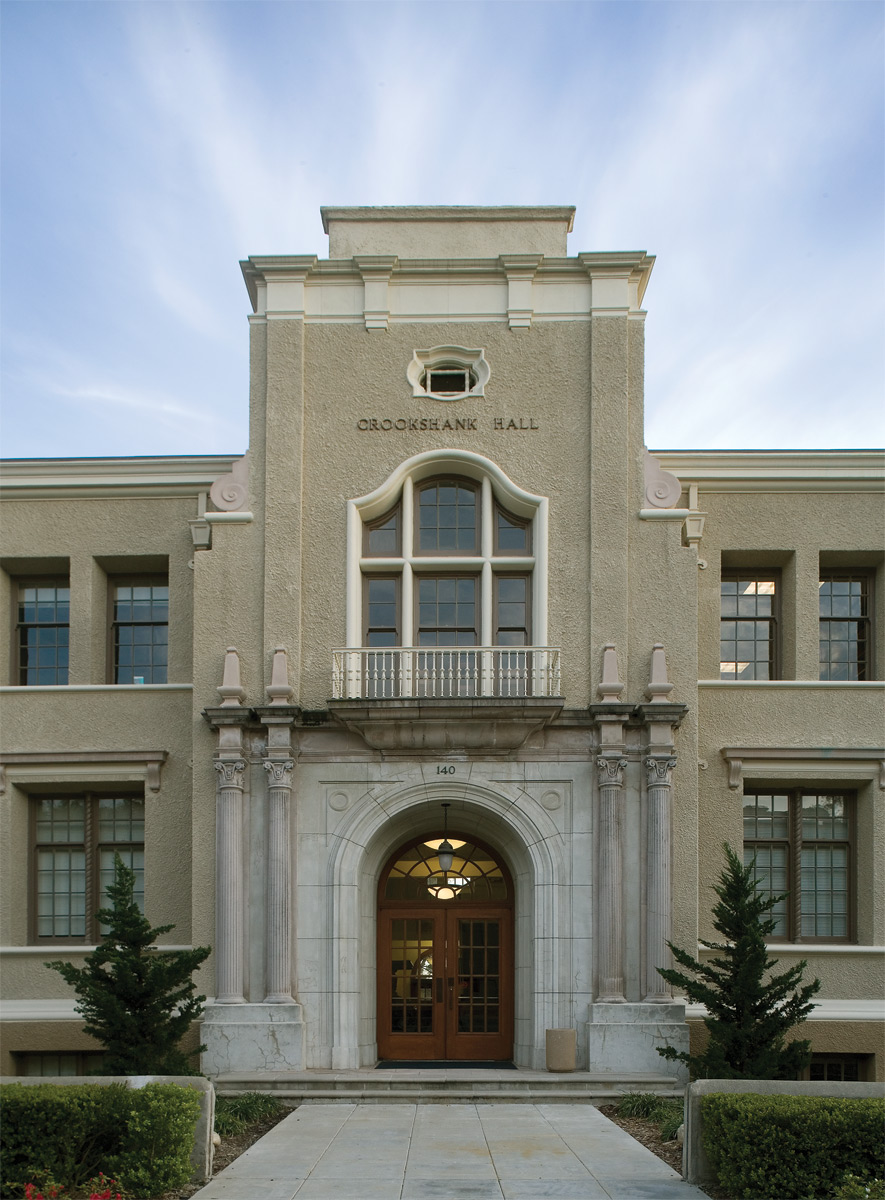
Crookshank Hall, Pomona College (2014)

Das Pomona College wird auf Basis eines Semestersystems betrieben. Die Studenten besuchen üblicherweise jedes Semester vier Vollkreditkurse, obwohl sie bis zu sechs belegen können, vorausgesetzt, sie haben einen guten akademischen Leistungsstand. Für einen Abschluss braucht ein Student 32 Credits. In diesem Zusammenhang müssen die Anforderungen des Studiengangs erfüllt sein: das absolvierte Critical Inquiry Seminar, sechs Lehrveranstaltungen im Bereich Breadth of Study, Fremdsprachenkenntnisse, zwei Sportlehrgänge, ein Schreibintensivkurs, ein Sprachintensivkurs und ein Analysedifferenzkurs.
Die durchschnittliche Klassengröße am Pomona College beträgt 15 Personen. Von den angebotenen 427 Non-Thesis-Studiengängen, Praktika oder Selbststudiumsveranstaltungen am Pomona College im Herbst 2016 hatten 94 % der Klassen unter 30 Studenten pro Klasse und nur ein Kurs mehr als 50 Studenten. Alle Klassen werden durch Professoren unterrichtet. Dabei existiert ein 8:1-Verhältnis von Studenten zu Professoren. 45 % der Fakultätsmitglieder leben innerhalb von fünf Meilen (8,0 km) vom Campus, und jedes Fakultätsmitglied hat zwei Meal Swipes pro Woche, die sie häufig verwenden, um mit den Studenten zu interagieren.
Jeder Student am Pomona College kann die Hälfte seines Studiums an den anderen vier Hochschuleinrichtungen des Claremont-Colleges-Konsortiums absolvieren. Dieser Grundsatz ist an allen Claremont Colleges ähnlich. Dadurch soll den Studenten die Möglichkeit gegeben werden, die Ressourcen einer großen Universität zu nutzen und gleichzeitig die Vorteile eines kleinen Colleges für Geisteswissenschaften zu genießen. Die akademischen Kalender und Registrierungsverfahren in den Colleges werden synchronisiert und konsolidiert, und es gibt keine zusätzlichen Gebühren für den Besuch einer anderen Hochschule. Insgesamt haben die Studenten des Pomona Colleges den Zugang zu über 2.700 Kursen pro Jahr, einschließlich Kursen (graduate level courses) an der Claremont Graduate University und dem Keck Science Institute. Darüber hinaus können Studierende jeder Fakultät Selbststudiumsveranstaltungen gestalten, die durch die Anleitung von einzelnen Fakultätsmentoren evaluiert werden. Allerdings dürfen es höchstens ein Kurs pro Semester im ersten und zweiten Studienjahr und zwei Kurse pro Semester im dritten Jahr und danach sein. 81 % der Studenten am Pomona College belegen mindestens eine Lehrveranstaltung an einer anderen Hochschuleinrichtung.
Das Pomona College bietet 48 Bachelor-Studiengänge (Hauptfächer) und 44 Nebenfächer an. Studenten können ihren eigenen Studiengang zusammenstellen, müssen aber dabei bestimmte Richtlinien beachten. Im Folgenden sind die 11 populärsten ausgewiesenen Bachelor-Studiengänge für das Frühjahr 2017 aufgeführt: Informatik (122 Studenten), Volkswirtschaft (122 Studenten), Mathematik (92 Studenten), Neurowissenschaften (59 Studenten), Internationale Beziehungen (46 Studenten), Psychologie (43 Studenten), Politik (42 Studenten), Biologie (41 Studenten), Medienwissenschaft (41 Studenten), Molekularbiologie (41 Studenten) und Physik (41 Studenten). Der populärste Bachelor-Studiengang im Studienjahr 2016 war Wirtschaft, wobei ungefähr 10 % von ihnen einen Doppelabschluss erhielten. Während die Ingenieurwissenschaften nicht direkt vom College angeboten werden, sind Studenten dazu berechtigt, sich am Harvey Mudd College (HMC) einzuschreiben oder einen kombinierten Ingenieurstudienplan in Zusammenarbeit mit dem California Institute of Technology, der Washington University in St. Louis und dem Dartmouth College zu verfolgen. Das Pomona College bietet auch ein Lehramtsstudienprogramm mit der Claremont Graduate University an und ist eine Partnerschule bei dem Harvard Business School HBX-CORe Program.
49 % der Studenten am Pomona College studieren im Ausland. Das Pomona College bietet 59 im Voraus bewilligte Programme in 34 Ländern an. Die Studenten können im Ausland jeden Bachelor-Studiengang absolvieren, aber auch ein Gesuch im Ausland stellen, um in einem anderen Programm zu studieren. Das Pomona College bietet ein Auslandsstudium (Semester-Study-Away-Program) in Washington, D.C. an und das Claremont McKenna College ein Praxissemester in Silicon Valley. Des Weiteren sponsert das Marine Biological Laboratory eine Ausbildung in Umweltwissenschaften. Darüber hinaus können Studenten ein Austauschsemester am Colby College, am Spelman College und am Swarthmore College machen.
Das Pomona College gab im Durchschnitt 300.095 US-Dollar für Bildungsausgaben pro Abschluss aus. Damit liegt es an der Spitze unter allen gleichrangigen Colleges für Geisteswissenschaften und in den Top 25 bei allen privaten gemeinnützigen Colleges und Universitäten, wo das Studium vier Jahre dauert. Zum Vergleich gibt ein durchschnittliches privates gemeinnütziges College in Kalifornien 125.902 Dollar aus und ein durchschnittliches privates gemeinnütziges College in den Vereinigten Staaten 101.725 Dollar.

### Zulassungen
|                            | 2017      | 2016      | 2015      | 2014      |
| -------------------------- | --------- | --------- | --------- | --------- |
| Bewerber                   | 9.046     | 8.102     | 8.099     | 7.727     |
| Zulassungen                | 757       | 765       | 833       | 939       |
| Zulassungsrate             | 8,40 %    | 9,44 %    | 10,30 %   | 12,16 %   |
| Immatrikulationen          | 419       | 411       | 400       | 470       |
| Immartikulationsrate       | 55,3 %    | 53,7 %    | 47,9 %    | 47,7 %    |
| SAT (Old CR+M) -Bandbreite | 1350–1510 | 1340–1540 | 1360–1530 | 1380–1540 |
| ACT-Bandbreite             | 31–34     | 31–34     | 30–34     | 31–34     |

Das Pomona College bietet den Bewerbern drei Wege an, sich zu bewerben: die Common Application, die QuestBridge-Bewerbung und die Coalition-Bewerbung. Dabei können sich die Antragsteller, die eine frühe, bindende Entscheidung vom College wünschen, entweder um eine Early Decision I oder II bewerben. Die Anderen bewerben sich um eine Regular Decision.
Das College berücksichtigt eine Vielzahl von Faktoren beim Zulassungsprozess und legt großen Wert auf Belastungsfähigkeit des Studenten, Klassenrang, Schulnoten (GPA), Testergebnisse, Bewerbungs-Essays, Empfehlungen, außerschulische Aktivitäten, Begabungen/Fähigkeiten und Charakter/persönliche Fähigkeiten. Interviews werden von dem College als wichtig erachtet. Folgende Punkte werden mit berücksichtigt: Studenten, die als Erste in ihren Familien ein College besuchen (First Generation Student), Absolventenbeziehungen, Rasse/ethnische Zugehörigkeit, Freiwilligenarbeit und Berufserfahrung. Hingegen werden die geografische Herkunft, die religiöse Zugehörigkeit und der Interessensgrad des Bewerbers nicht berücksichtigt.
Bei dem Zulassungszyklus 2017–2018 nahm das Pomona College 757 Studenten aus 9.046 Bewerbern auf, was eine Zulassungsquote von 8,4 % entspricht. 57 % der zugelassenen Studenten waren inländische students of color, die sich als nicht-weiß (Person of color) bezeichneten, 11,4 % Auslandsstudenten und 20 % Studenten, die als Erste in ihrer Familie ein College besuchten. Ungefähr 40 % waren Jahrgangsbeste oder zweitbeste Absolventen ihres Jahrgangs an ihren Schulen, und 92,3 % gehörten zum oberen Zehntel ihrer Klassen. Der Median-SAT bei den zugelassenen Studenten war 2.200 und der Median-ACT betrug 33. Die zugelassenen Studenten kamen aus 49 Bundesstaaten, dem District of Columbia, Amerikanisch-Samoa, Puerto Rico, den Amerikanischen Jungferninseln und 46 anderen Ländern. Etwa ein Viertel der zugelassenen Studenten stammte aus Kalifornien. Von denjenigen, die eine frühe Entscheidung beantragten, wurden 187 Studenten aus einem Bewerberpool von 891 Bewerbern angenommen, was einer Zulassungsquote von 21 % entspricht.
Von den Transferbewerbern im Zulassungszyklus 2017–2018 wurden 8,0 % zugelassen (26 von 323 Bewerbern) und von diesen schrieben sich am Ende 22 Bewerber als Studenten am Pomona College ein. Das College hat öffentlich verkündet, dass es ein Interesse an der Identifizierung von Community College Transfer Students hat, die eine gute Ergänzung für die Schule sind.
Das Pomona College ist auch ein Posse-Foundation-Partnercollege sowie Teil von vielen Koalitionen und Initiativen, die darauf abzielen, unterrepräsentierte Zielgruppen zu höherer Bildung zu verhelfen. Dazu gehören der Say Yes Education Compact, der Vollstipendien an Studenten aus Stadtschulbezirken vergibt, und die American Talent Initiative, eine Gruppe von 30 Colleges und Universitäten, die versuchen, den Zugang und die Chance für hochtalentierte Studenten mit niedrigem Einkommen zu vergrößern.

### Ranglisten
Im Jahr 2017 listete das Wirtschaftsmagazin Forbes das Pomona College auf Platz 10 bei seinem America’s Top Colleges Ranking, das Militärakademien, nationale Universitäten und Colleges für Geisteswissenschaften mit einschließt. Das Pomona College wurde sechsmal in Folge in den Top 10 aufgeführt, darunter auf Platz 1 im Jahr 2015. Das amerikanische Nachrichtenmagazin U.S. News & World Report ordnete das Pomona College im Jahr 2017 als „most selective“ auf und listete es auf Platz 6 unter den Colleges für Geisteswissenschaften in den Vereinigten Staaten (zusammen mit Platz 3 für „Best Value“ und Platz 6 für „Best Undergraduate Teaching“). Das Pomona College wird seit 1984 ununterbrochen durch U.S. News & World Report in den Top 10 gelistet und ist nur eine von fünf Schulen, wo dies zutrifft (zusammen mit Williams, Amherst, Wellesley und Swarthmore College).
Das amerikanische Finanzmagazin Kiplinger’s Personal Finance listete im Jahr 2016 das Pomona College auf Platz 12 in seinem Ranking „Best Value“ unter allen Colleges in den Vereinigten Staaten. In einer Studie von Business Insider aus dem Jahr 2016 wurde das Pomona College auf Platz 15 unter allen Colleges und Universitäten mit den höchsten durchschnittlichen SAT- und ACT-Bewertungen gelistet und auf Platz 2 unter allen Colleges für Geisteswissenschaften. Parchment listete das Pomona College auf Platz 1 unter allen Colleges und Universitäten in seinen 2017 Student Choice College Rankings, einem Maß von zugelassenen Studenten, das ihre Vorlieben bei ihrer Hochschulwahlen offenbart.
The Princeton Review (TPR) hat das Pomona College in mehreren seiner Rankings in den Jahren 2010 und weiteren miteinbezogen, darunter „Best Value Colleges, Best Classroom Experience, Best Financial Aid, Best Run Schools, Most Loved Schools, Most Accessible Professors, Best Quality of Life, Happiest Students, Best College Dorms“ und „Best Science Facilities“. Das Pomona College war eine von 22 Schulen in den Vereinigten Staaten, die die höchstmögliche Punktzahl erhielten, eine 99 in Umweltpraktiken und Nachhaltigkeit. Unigo listete das Pomona College als eines von den „Top 10 New Ivie, Top 10 Wired Schools“ (ein Maß für Technologie) und „Top 10 Most Intellectual Colleges“ in seinen Rankings zwischen 2011 und 2013. Das US-amerikanische Nachrichtenmagazin Newsweek listete 2010 das Pomona College auf Platz 2 bei seinem Ranking „most desirable small school“ und auf Platz 11 bei seinem Ranking „most desirable school“. Des Weiteren listete es das Pomona College 2011 unter den Top 15 bei den Rankings „Best Weather, Support for LGBT Students, Top School for Activists, Best Professors,“ und „Braniacs“ (ein Maß für Competitive Fellowships, die durch Absolventen und ausgewählte Studenten gewonnen wurden). Die US-amerikanische Website The Daily Beast listete das Pomona College auf Platz 3 als „Happiest School in the Country“.
Das Unternehmen Niche listete das Pomona College in seinen 2018 Rankings auf Platz 18 unter allen Hochschuleinrichtungen in den Vereinigten Staaten und auf Platz 2 unter allen Hochschulen für Geisteswissenschaften. Des Weiteren gab es Pomona College ein „A+“ für seine Akademiker, Campus, Essen, Studentenwohnheime, Studentenleben, Nutzen, Professoren und Diversität. Außerdem listete es das Pomona College unter allen Universitäten und Colleges als das vielfältigste College in den Top 15 für „College Campus, Overall Academics“ und „Professors“, sowie in den Top 15 für „Communications, Chemistry, Environmental Science, International Relations, Math, Economics, Psychology“ und „Physics Programs“.

### Weiterbildung
Die Mehrheit der Fakultätsmitglieder arbeitet jeweils mit einem oder mehreren Studenten an Forschungsprojekten in einer Vielzahl von akademischen Disziplinen. 53 % der Studenten gehen einer Forschungstätigkeit mit der Fakultät nach. Das Pomona College sponsert jedes Jahr ein subventioniertes Summer Undergraduate Research Program (SURP) für seine Studenten. In diesem Zusammenhang können die Studenten entweder an der Seite der Professoren arbeiten oder ihre eigenen unabhängigen Projekte betreiben. In den Sommern 2012 und 2013 gingen beispielsweise mehr als 460 Studenten Forschungstätigkeiten nach. Darüber hinaus sponsert das Sommerforschungsprogramm vom Howard Hughes Medical Institute (HHMI) ein gemeinsames College-Sommerforschungsprogramm, so dass Studenten vom Pomona College Forschungsmöglichkeiten an den anderen Claremont Colleges nachgehen können. Das Pomona College wurde durch das Wall Street Journal als eines von zehn Instituten genannt, wo „Great Research Meets Great Teaching“.
Das Pomona College Career Development bietet Berufsvorbildungsmöglichkeiten. So verhalf das Pomona College Internship Program (PCIP) 134 Studenten im Studienjahr 2014/2015 zu bezahlten Praktika bei 102 verschiedenen Organisationen in Südkalifornien, die während des Schuljahrs durchgeführt wurden. Die Studenten erhielten sowohl ein Gehalt als auch Fahrkosten. Das Summer Experience Funding (SEF) Program fördert unbezahlte oder niedrig bezahlte Sommerpraktika von Studenten, einschließlich internationaler Praktika. Im Studienjahr 2015/2016 konnten dadurch 103 Studenten an 90 Standorten Praktika machen, einschließlich 21 internationaler Praktika. Unter den Standorten waren das Finanzministerium der Vereinigten Staaten, die Vereinten Nationen, Sony Entertainment Television, Ernst & Young, das American Enterprise Institute (AEI), der Internationale Strafgerichtshof und die Smithsonian Institution. Studienerfahrungen können an Forschungsuniversitäten gesammelt werden, wie University of California, Los Angeles (UCLA), California Institute of Technology (Caltech), University of California, Berkeley, Carnegie Mellon University (CMU) und Stanford University. Das Shadow a Sagehen-Programm ermöglicht es Studenten, sich mit Absolventen aus einer Vielzahl von beruflichen Tätigkeitsfeldern während der Winterferien in Verbindung zu setzen, und das SagePost-Programm vernetzt Studenten mit Absolventen auf einer virtuellen Plattform. Außerdem beteiligt sich das Pomona College am Winter Career Recruiting-Programm, das die Reisen von Absolventen zu Bewerbungsgesprächen in Boston, New York City, Washington, D.C. und Los Angeles finanziert.
Das Pomona College arbeitet mit anderen Claremont Colleges und Konsortien zusammen, wie dem Selective Liberal Arts College Consortium (SLAC), dem Career and Intership Connections (CIC) und dem Liberal Arts Career Network (LACN). Die meisten karrierebezogenen Veranstaltungen finden hochschulübergreifend an den fünf Colleges statt. Den Studenten wird dadurch die Chance geboten, an einer größeren Anzahl an Veranstaltungen teilzunehmen, als es bei einer einzigen Hochschule für Geisteswissenschaften der Fall wäre. Das Online-HandShake-Programm enthält über 9.100 Stellenausschreibungen, und die LACN-Datenbank über 13.000 Beiträge. 175 Arbeitgeber richteten während des Studentenjahrs 2015/2016 vor Ort Informationsveranstaltungen an den Claremont Colleges aus, 265 Mitgliedsverbände waren an 9 Karrieremessen vertreten und 150 Arbeitgeber führten persönliche Interviews und Rekrutierungen auf dem Campus speziell für die Claremont-College-Studenten, darunter McKinsey & Company und Google Inc.

### Resultate
Innerhalb von 10 Jahren besuchten 83 % der Absolventen des Pomona Colleges eine Graduate School und/oder eine Berufsschule. So gingen die Studenten der Klasse 2017 unmittelbar nach ihrem Abschluss an die University of Cambridge, die Stanford University, die Cornell University, die University of Southern California (USC), die University of California, San Francisco (UCSF), die University of California, Los Angeles (UCLA), die Yale University, die Harvard University und die Columbia University. Zwischen 2010 und 2015 lag die Annahmequote der medizinischen Fakultät für Absolventen des Pomona Colleges fast doppelt so hoch wie der nationale Durchschnitt. College Transitions listete das Pomona College in seiner Studie von 2016 unter den 20 besten Colleges und Universitäten, die Studenten an die hochrangigen medizinischen, wirtschaftlichen und juristischen Schulen pro Kopf entsandten, was anhand einer Analyse der LinkedIn-Profile von Absolventen erfolgte. Das Pomona College steht auf Platz 12 unter allen Colleges und Universitäten für Absolventen, die zwischen 2006 und 2015 einen Doktortitel erwarben, sowie auf Platz 12 unter denjenigen, die nur einen STEM-Doktortitel erwarben.
Payscale listete das Pomona College auf Platz 45 unter allen Colleges und Universitäten (und auf Platz 13 unter allen Hochschulen für Geisteswissenschaften) bei seinem 2017-2018 Salary Report, wobei die Absolventen ein durchschnittliches Jahresgehalt zu Beginn ihrer Laufbahn von 60.600 Dollar und ein durchschnittliches Jahresgehalt in der Mitte ihrer Laufbahn von 130.100 Dollar verdienen. Absolventen der Klasse 2016 berichteten, dass sie Vollzeitstellen bei National Institutes of Health (NIH), Google Inc., Amazon.com, Apple, Boston Consulting Group (BCG), Bank of America Merrill Lynch, Morgan Stanley, McKinsey & Company, Deloitte, Goldman Sachs, ABC Studios, Royal Bank of Canada (RBC), Lyft, LinkedIn, Harvard Medical School (HMS), Alphabet Inc., Fidelity Investments, Latham & Watkins und Equinix sowie bei zahlreichen anderen Unternehmen antraten. Das Pomona College wurde als ein Hauptakteur unter den kleinen Colleges anerkannt, von denen die Absolventen zum Teach-For-America-Programm gingen, und es zählt zu den 50 Colleges und Universitäten in den Vereinigten Staaten, von wo Karrierediplomaten kommen. In einer Studie zu Studentenkrediten, die vom Project on Student Debt für die Klasse 2011 stammte, gehörte das Pomona College zu den Top-20-Colleges und -Universitäten mit den geringsten zu tilgenden Schulden, die von Absolventen aufgenommen wurden.
Das Pomona College wurde 2015 unter den „Hot“ Top 10 gelistet hinsichtlich vergebenen Churchill-Stipendien innerhalb der vergangenen 10 Jahre. Jedes teilnehmende Institut kann jeweils 2 Kandidaten pro Jahr nominieren. Das Pomona College sowie das California Institute of Technology und die Carnegie Mellon University erhielten in dieser Zeit jeweils 5 Stipendien. Des Weiteren wird das Pomona College als Hochschule für Geisteswissenschaften mit der größten Anzahl an Studenten und Absolventen geführt, die 2017 Forschungsstipendien von der National Science Foundation (NSF) erhielten. Zwischen 1904 und 2017 haben 12 Absolventen vom Pomona College Rhodes-Stipendien erhalten, nur die Stanford University und die University of California, Berkeley erhielten in diesem Zeitraum mehr Stipendien im Vergleich zu allen kalifornischen Colleges und Universitäten. 13 Absolventen des Pomona Colleges haben zwischen 1954 und 2016 Marshall-Stipendien erhalten, was die dritthöchste Anzahl von vergebenen Stipendien unter allen Hochschulen für Geisteswissenschaften (zusammen mit dem Occidental College) darstellt. Unter allen Colleges und Universitäten insgesamt steht das Pomona College unter den Top 40. Zwischen 2012 und 2017 erhielten sechs Studenten und Absolventen Gates-Cambridge-Stipendien und zwischen 2008 und 2017 20 Studenten Barry-M.-Goldwater-Stipendien. Das Pomona College belegte zusammen mit dem Pitzer College vom Claremont-Colleges-Konsortium den Platz 2 unter allen Hochschulen für Geisteswissenschaften, die in dem Zeitraum 2016–2017 die meisten Fulbright-Stipendien erhielten. 25 % der Klasse 2017 bewarben sich für ein Stipendium. 28 Studenten erhielten 31 Postgraduiertenstipendien, darunter 13 Fulbright Awards, 2 Downing Scholars vom Downing College, 1 Watson-Fellowship, 1 Princeton in Asia (PiA) Fellowship und 2 NYU Shanghai Teaching Writing and Speaking Fellowships.

## Demografie

### Allgemein
| Kategorie                                               | Prozent |
| ------------------------------------------------------- | ------- |
| Weiße                                                   | 35,91   |
| Hispanios/Latinos                                       | 16,25   |
| Asiaten                                                 | 14,69   |
| Schwarze                                                | 9,41    |
| Amerikanische Ureinwohner oder pazifische Inselbewohner | 0,78    |
| Ausländer                                               | 11,21   |
| zwei oder mehr Rassen                                   | 6,89    |
| Rasse oder Ethnie unbekannt                             | 4,86    |

Im Herbst 2017 bestand die Studentenschaft aus 1700 Studenten, davon 1567 Vollzeitstudenten und 101 Teilzeitstudenten. Die verbliebenen 32 Studenten besuchten Kurse am Pomona College ohne die Absicht, einen Abschluss zu erwerben. Von den Studenten waren 50,2 % Frauen und 49,8 % Männer. Des Weiteren lag der Anteil der Studenten, die sich als nicht weiß ansahen, bei 48 %. 11,2 % waren Auslandsstudenten. Ungefähr 22 % der Studenten am Pomona College erhielten Federal Pell Grant. Die derzeitigen Studenten stammen aus 49 Bundesstaaten, Washington, D.C., Guam und 63 anderen Ländern. Die meisten eingeschriebenen Studenten im Jahr 2016–2017 kamen aus Kalifornien (26,2 %), aus dem Ausland (16,9 %), Illinois (5,9 %), Washington (5,4 %) und New York (4,9 %).
Die Klasse von 2021 besteht aus 419 Studenten, die aus 48 Bundesstaaten, 33 Ländern, Washington, D.C. und Puerto Rico stammten. Studenten, die sich als nicht weiß ansehen, und Auslandsstudenten machen 64 % der Klasse aus, und 20 % sind Studenten, die als Erste in ihren Familien ein College besuchen. Darüber hinaus haben sich 22 Transferstudenten immatrikuliert, darunter 8 Studenten von Community Colleges und 2 US-Veteranen. Der Interquartilsabstand beim neuen SAT betrug 680–750 im Lese- und Schreibabschnitt, 670–760 im Mathematikabschnitt, und beim ACT 31–34. 92,8 % der Studenten gehörten dem oberen Zehntel ihrer High-School-Klasse an.
Bei der Klasse 2010 erwarben 92 % der Studenten ihren Abschluss innerhalb von 4 Jahren und 97 % innerhalb von 6 Jahren. Die Verbleibsquote bei der Klasse 2019 lag bei 96,75 %. Das Pomona College hat die höchste Abschlussquote bei allen Colleges und Universitäten in den Vereinigten Staaten hinsichtlich eines Abschlusses nach vier Jahren, sowie die höchste Verbleibsquote bei allen Hochschulen für Geisteswissenschaften von Herbs 2012 bis 2015.

### Kosten und finanzielle Unterstützung
Das Pomona College praktiziert eine Hochschulzulassungspolitik, bei der die zugelassene Institution die finanzielle Situation eines Bewerbers bei der Entscheidung über die Zulassung nicht berücksichtigt (englisch: need-blind admission). Davon betroffen sind US-Bürger, DACA-Status-Studenten, undokumentierte Studenten, Absolventen einer High School innerhalb der Vereinigten Staaten, die die Voraussetzungen für einen zugelassenen Studenten erfüllen, und zugelassene Auslandsstudenten. Während das Pomona College keine Kredite im Rahmen des Finanzhilfspakets einbezieht, entscheiden sich viele Familien und Studenten, die Mittel zur Finanzierung des erwarteten Familienbeitrags zu leihen. Die durchschnittliche Kreditverschuldung von Absolventen im Jahr 2012 betrug 15.714 Dollar. Das Pomona College verleiht weder Verdienstauszeichnungen noch Sportstipendien. Darüber hinaus existiert keine bedarfsgerechte Finanzhilfe für internationale Antragsteller.
Für das Schuljahr 2016–2017 verlangte das Pomona College einen Listenpreis (Unterricht, Zimmer und Verpflegung sowie die damit verbundenen Gebühren) in Höhe von 64.957 Dollar. Über 42 Millionen Dollar wurden 2016 an bedarfsgerechten Stipendien vergeben. 64 % der Studenten erhielten ein Finanzhilfspaket, wobei durchschnittlich 48.034 Dollar verliehen wurden. 64 Auslandsstudenten, die 36 % aller eingeschriebenen Auslandsstudenten am College ausmachen, erhielten eine durchschnittliche Finanzhilfe in Höhe von 48.257 Dollar. Das Pomona College wurde von der New York Times (NYT) 2015 in den Top 10 unter den „Colleges Doing the Most for Low-Income Students“ gelistet und von Princeton Review auf Platz 1 in deren 2017 Edition für „Best Financial Aid“.

## Claremont Colleges
Das Pomona College gehört zu den Claremont Colleges, auch Claremont University Consortium genannt. Die meisten sozialen Aktivitäten drehen sich um fünf dazugehörige Hochschulen, die landläufig als „5Cs“ bekannt sind. Neben dem Pomona College sind es das Claremont McKenna College, das Scripps College, das Pitzer College und das Harvey Mudd College. Die Hochschulen teilen sich die Speisesäle, die Bibliotheken und andere Einrichtungen in dem angrenzenden Campus. Alle fünf Hochschulen bilden mit der Claremont Graduate University und dem Keck Graduate Institute (KGI) das Claremont University Consortium. Zu den bedeutenden Leistungen des Konsortiums gehören unter anderem ein gleicher Zugang zu sieben Speisesälen und 10 weiteren Restaurants auf dem Campus, der fünftgrößte private Bibliotheksbestand in Kalifornien, die Interaktion mit über 7.000 Studenten, der Zugang zu Programmen, wie dem Harvey Mudd's Clinic Program und dem Claremont McKenna's Semester in Washington, D.C., und die Möglichkeit eines Unterkunftswechsels mit einem Studenten an einem anderen College. Die meisten Veranstaltungen, die an allen Schulen veranstaltet werden, sind allen Studenten der Claremont Colleges zugänglich, einschließlich eingeladenen Rednern und Darstellern, Beschäftigungs- und Rekrutierungsveranstaltungen sowie sozialen Veranstaltungen.